# Kevin McKidd

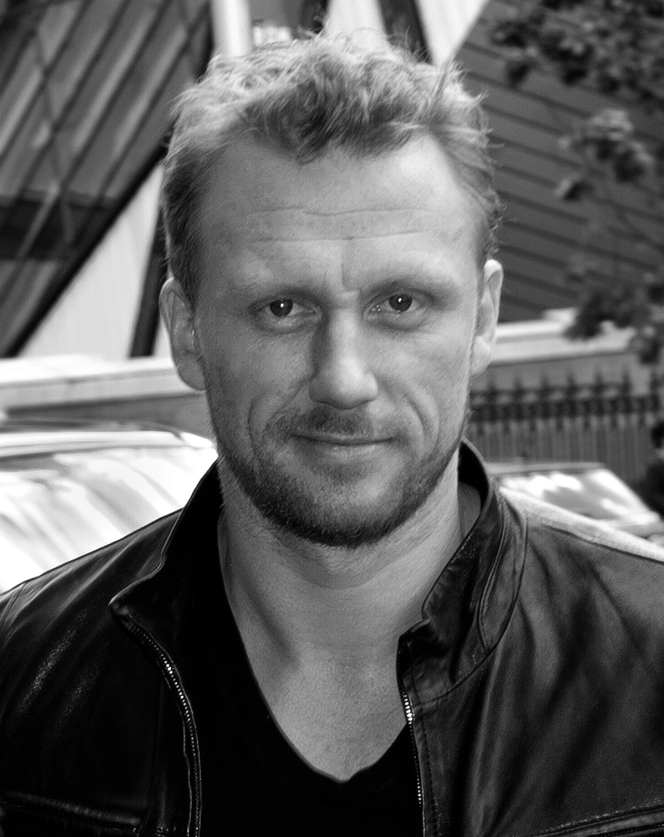
Kevin McKidd (2010)

Kevin McKidd (* 9. August 1973 in Elgin, Schottland) ist ein schottisch-amerikanischer Film- und Theaterschauspieler und Regisseur.

## Biografie
Kevin McKidd, der in Elgin (Schottland) aufwuchs, war in seiner Jugend in Moray Mitglied eines Jugendtheaters, wollte zunächst jedoch nicht Schauspieler werden. Stattdessen begann er ein Studium der Ingenieurwissenschaft an der Universität Edinburgh. Während seines Studiums kam McKidd erneut mit dem Theater in Berührung, als er Mitglied des Universitätstheaters Bedlam wurde.
Ab diesem Zeitpunkt beschloss er, Schauspieler zu werden, brach sein Studium ab und besuchte die Queen Margaret Drama School. Durch die Unterstützung von Robert Carlyle hatte er seinen ersten professionellen Bühnenauftritt in dem Theaterstück The Silver Darlings von Neil M. Gunn und 1996 sein Filmdebüt in Trainspotting – Neue Helden von Danny Boyle. Seitdem war er in diversen Spielfilmproduktionen zu sehen. Von 2005 bis 2007 war er in der Rolle des römischen Centurio Lucius Vorenus Hauptdarsteller der Fernsehserie Rom. 2010 spielte er in dem Film Percy Jackson – Diebe im Olymp den Meeresgott Poseidon.
Seine bisher bekannteste Rolle ist die des Owen Hunt in der Fernsehserie Grey’s Anatomy, welche er seit 2008 verkörpert. Bei einigen Folgen der Serie führte McKidd auch Regie.
Der gebürtige Schotte ist ebenso begeisterter Musiker. Nachdem er bereits in der Musical-Episode Song beneath the song von Grey’s Anatomy als einer der tragenden Solisten mitwirkte, nahm er Ende 2011 eine CD mit Freunden, Bekannten und Musikern aus seiner Heimatregion auf. Das entstandene Album heißt Speyside Sessions und enthält vorwiegend schottische Folk-Songs. Die Einnahmen des Projektes gehen an die Hilfsorganisation Save the Children.
Seit 2008 lebt McKidd aufgrund seiner Mitwirkung in der Fernsehserie Grey’s Anatomy in Los Angeles.
1999 heiratete er Jane Parker. Anfang Juli 2016 wurde bekannt, dass er und seine Frau die Scheidung eingereicht haben, nachdem sie sich bereits im Oktober 2015 getrennt hatten. Zusammen haben die beiden einen Sohn und eine Tochter. Im August 2015 erhielt er zusammen mit seiner Familie die Staatsbürgerschaft der Vereinigten Staaten.

## Filmografie (Auswahl)
- 1996: Trainspotting – Neue Helden (Trainspotting)
- 1996: Die Stunde des Verführers (The Leading Man)
- 1996: Father Ted (Fernsehserie, eine Folge)
- 1996: Kavanagh QC (Fernsehserie, eine Folge)
- 1998: The Acid House
- 1998: Dad Savage
- 1998: Kreuz und Queer (Bedrooms and Hallways)
- 1998: Marrakesch (Hideous Kinky)
- 1999: Kampf der Kobolde – Die Legende einer verbotenen Liebe (The Magical Legend of the Leprechauns, Fernsehfilm)
- 1999: Topsy-Turvy – Auf den Kopf gestellt (Topsy-Turvy)
- 2000: North Square (Fernsehserie, 10 Folgen)
- 2000: Anna Karenina (Miniserie)
- 2002: Dog Soldiers
- 2002: Max
- 2002: Nicholas Nickleby
- 2003: Desolation – 16 Years of Alcohol (16 Years of Alcohol)
- 2004: De-Lovely – Die Cole Porter Story (De-Lovely)
- 2004: The Purifiers
- 2004: Maria Stuart – Blut, Terror und Verrat (Gunpowder, Treason and Plot)
- 2005: Königreich der Himmel (Kingdom of Heaven)
- 2005–2007: Rom (Fernsehserie, 22 Folgen)
- 2006: Elizabeth I – The Virgin Queen (The Virgin Queen, Fernsehserie, 2 Folgen)
- 2007: Die letzte Legion (The Last Legion)
- 2007: Hannibal Rising – Wie alles begann (Hannibal Rising)
- 2007: Journeyman – Der Zeitspringer (Journeyman, Fernsehserie, 13 Folgen)
- 2008: Verliebt in die Braut (Made of Honor)
- seit 2008: Grey’s Anatomy (Fernsehserie)
- 2010: Percy Jackson – Diebe im Olymp (Percy Jackson & the Olympians: The Lightning Thief)
- 2010: Bunraku
- 2011: Das Geheimnis der Geister von Craggyford (The Great Ghost Rescue)
- 2012: Merida – Legende der Highlands (Brave, Stimme)
- 2015: Home Sweet Hell
- 2017: Tulpenfieber (Tulip Fever)
- 2020, 2022: Seattle Firefighters – Die jungen Helden (Station 19, Fernsehserie, 4 Folgen)
- 2024: Nur noch ein einziges Mal (It ends with us)

Als Regisseur in Grey’s Anatomy in den Folgen Don’t Deceive Me (Please Don’t Go), Poker Face, Let the Bad Times Roll, I Saw Her Standing There und Message of Hope (Webserie).

## Synchronstimmen
- 2002: Grand Theft Auto: Vice City (Jezz Torrent)
- 2009: Call of Duty: Modern Warfare 2 (Captain „Soap“ MacTavish)
- 2011: Call of Duty: Modern Warfare 3 (Captain „Soap“ MacTavish)

## Diskographie
- 2012: Speyside Sessions (Sänger und ausführender Produzent)